# Ајроле
Ајроле (итал. Airole) је насеље у Италији у округу Империја, региону Лигурија.
Према процени из 2011. у насељу је живело 399 становника. Насеље се налази на надморској висини од 147 м.

## Становништво
Према резултатима пописа становништва 2011. у општини је живело 461 становника.
| 1931. | 1936. | 1951. | 1961. | 1971. | 1981. | 1991. | 2001. | 2011. |
| ----- | ----- | ----- | ----- | ----- | ----- | ----- | ----- | ----- |
| 958   | 758   | 648   | 542   | 464   | 520   | 499   | 456   | 461   |